# Erktjärnen (Sundsjö socken, Jämtland)
Erktjärnen är en sjö i Bräcke kommun i Jämtland och ingår i Ljungans huvudavrinningsområde.